# Старорічище (заказник)
Старорі́чище — гідрологічний заказник місцевого значення у Золотоніському районі Черкаської області.

## Опис
Заказник площею 37,8 га розташовано на північ від с. Митлашівка у долині річки Чумгак. 
Як об'єкт природно-заповідного фонду створено рішенням Черкаської обласної ради від 07.08.2008 № 20-16/V. Землекористувач або землевласник, у віданні якого перебуває заповідний об'єкт — Драбівська селищна громада.
Під охороною болотний масив — регулятор гідрологічного режиму з типовою рослинністю.